# ICE 1
InterCityExpress 1 eller ICE 1 (Baureihe 401) er en elektriske udgave af Deutsche Bahns InterCityExpress system af højhastighedstog.
Toget er udviklet af Siemens og andre tyske selskaber. Togsæt af denne type kører i både Tyskland, Østrig og Schweiz. Toget har en maksimal tilladt hastighed af 280 km/h og har plads til 645 Passagerer.